# Album Höckera
Album Höckera – album fotograficzny Karla-Friedricha Höckera oficera SS podczas okupacji niemieckiej w Polsce. Zawiera ponad 100 fotografii z życia oficerów oraz administratorów niemieckiego obozu koncentracyjnego Auschwitz-Birkenau. Album jest obecnie uznawany jako jedno z ważniejszych źródeł związanych z obozem Auschwitz-Birkenau.

## Odkrycie albumu
Zgodnie z opisem muzealnym album został znaleziony we Frankfurcie w Niemczech w 1945 przez niezidentyfikowanego oficera amerykańskiego wywiadu, który wywiózł go po zakończeniu II wojny światowej z Niemiec do USA.
Dnia 14 stycznia 2007 oficer przekazał album w darze do Muzeum Holokaustu w Waszyngtonie z zastrzeżeniem swojej anonimowości. Zawartość albumu została wkrótce zidentyfikowana przez pracowników muzeum jako zdjęcia personelu niemieckiego z koncentracyjnego obozu w Auschwitz.

## Zawartość
Album zawiera 116 czarno-białych fotografii. Obecnie uznaje się go za własność Höckera, ponieważ pojawia się on częściej od innych osób na wielu fotografiach. Na stronie tytułowej albumu pod wspólnym zdjęciem komendanta obozu Richarda Baera oraz jego adiutanta Karla Höckera. widnieje podpis Z komendantem SS Stubaf. Baerem, Auschwitz 21.6.44, identyfikującym Höckera jako posiadacza albumu. Höcker jest także jedyną osobą przedstawioną na indywidualnych fotografiach.
Zdjęcia ukazują zwykłe codzienne wydarzenia jak oficerów SS radośnie śpiewających przy akompaniamencie akordeonu, Höckera zapalającego świeczki na obozowej choince, pogrzeb jednego ze strażników czy otwarcie nowego szpitala. Zawierają także fotografie kadry oficerskiej SS w towarzystwie młodych kobiet stenografek i stenotypistek z pomocniczego korpusu kobiecego SS tzw. Helferinnen w zlokalizowanym w Międzybrodziu Bialskim nad Sołą 20 km od Auschwitz obozie zwanym Solahütte gdzie personel się relaksował i odpoczywał.

## Fotografie doktora Mengele
Na zdjęciach są widoczni obaj znani komendanci Auschwitz Richard Baer oraz Rudolf Höß. Do rzadkości należy zdjęcie z wizerunkiem „Anioła śmierci” Josefa Mengele sławnego z okrutnych, pseudonaukowych eksperymentów przeprowadzanych na więźniach i dzieciach oraz dokonywania selekcji więźniów na rampie wyładowczej w Birkenau. Przed podarowaniem albumu amerykańskiemu muzeum nie były znane żadne fotografie doktora Mengele z Auschwitz. W albumie jest osiem zdjęć ukazujących go w towarzystwie personelu Auschwitz.

## Czas wykonania fotografii
Fotografie z albumu zostały wykonane między czerwcem a grudniem 1944. Jak odnotowali historycy miało to miejsce w czasie eksterminacji węgierskich Żydów między wiosną a jesienią 1944 roku.

## Powojenne losy Höckera
Höcker uciekł z Auschwitz przed wkroczeniem Armii Czerwonej. W Niemczech z fałszywymi dokumentami wskazującymi, że był jedynie zwykłym żołnierzem zatrzymali go Brytyjczycy. Po procesie Adolfa Eichmanna w Izraelu w 1961 roku, władze RFN wyśledziły Höckera w jego rodzinnym mieście Engershausen, gdzie pracował w banku.
Został on skazany za zbrodnie wojenne i odsiedział w więzieniu 5 lat z 7-letniego wyroku. Został zwolniony na wolność w 1970 roku i ponownie podjął pracę w banku. Zmarł w 2000 roku w wieku 89 lat.

## Film
Film dokumentalny pt. Zdjęcia z albumów nazistów pokazujący codzienne życie hitlerowców poza granicami obozu Auschwitz-Birkenau wyprodukował Creative Differences Productions, Inc. i wyemitowany został przez kanał National Geographic Channel.